# Lakmos
El Lacmos (en grec: Λάκμος, 'Lakmos' en grec antic: Λάκμων), conegut igualment amb el nom de Peristeri (grec: Περιστέρι), és una muntanya de 2.295 msnm situada sud de les muntanyes de Pindos. Es troba a l'est de Ioànnina, al sud de Métsovo i al nord-oest de Kalambaka.
És geogràficament la muntanya més remarcable de Grècia, pel que fa a la seva amplitud, i està centrada a la cadena longitudinal que recorre el continent de nord a sud. Al cim del Lacmos hi neixen cinc rius principals, i de fet tots els grans rius del nord de Grècia excepte l'Esperqueu: l'Haliacmó que va cap al nord-est, el Peneu cap al sud-est, l'Aqueloos cap al sud, l'Aractos cap al sud-oest i el Viosa cap al nord-oest.